# Запор (медицина)
Запо́р (синонимы констипа́ция, обстипа́ция) — замедленная, затруднённая или систематически недостаточная дефекация (опорожнение кишечника, калоизвержение).
Всемирная организация здравоохранения в «Международной статистической классификации болезней и проблем, связанных со здоровьем. МКБ-10» относит запор к болезням (код К59.0). В то же время, гастроэнтерологические организации, такие как Всемирная организация гастроэнтерологов и Американская гастроэнтерологическая ассоциация, занимают иную позицию, подчёркивая, что запор — не болезнь, а симптом.

## Эпидемиология
Запоры являются серьёзной медицинской и социальной проблемой. В развитых странах запорами в той или иной степени страдают от 30 до 50 % трудоспособного населения и от 5 до 20 % детей. У пожилых запор встречается в 5 раз чаще, чем у лиц молодого возраста.

## Какие состояния являются запором
Нормальным можно считать количество дефекаций от трёх раз в сутки до трёх раз в неделю.
Для запора характерны малое количество кала, повышенная его твёрдость и сухость, присутствие в стуле каловых камней, отсутствие чувства полного опорожнения кишечника после дефекации. У людей, страдающих запором, встречаются все эти признаки, однако некоторые из них могут и отсутствовать. Наличие даже одного из перечисленного свидетельствует о запоре. Изменение привычных для данного человека частоты дефекаций и консистенции стула — также важный признак запора.
В то же время, исходя из неверных представлений о частоте и регулярности дефекаций (например, считая, что дефекации должны происходить ежедневно), некоторые пациенты считают запором нормальные состояния организма и необоснованно считают себя больными.

### Хронический запор. Римские критерии
Так называемые «Римские критерии» применяются при определении, есть ли запор у пациента. Согласно Римским критериям III, у пациента можно диагностировать хронический запор, если симптомы длятся не менее полугода и в последние три месяца у пациента имели место не менее двух из следующих шести ситуаций:
- сильное натуживание чаще, чем при каждой четвёртой дефекации,
- комковатый или твёрдый стул чаще, чем при каждой четвёртой дефекации,
- меньше, чем три дефекации в неделю,
- ощущение неполного опорожнения кишечника более, чем при четверти дефекаций,
- ощущение блокады в аноректальной области не менее, чем при четверти дефекаций,
- помощь дефекации манипуляциями пальцев в области заднего прохода.

### Острый запор
Отсутствие дефекаций в течение нескольких суток определяется как острый запор. Причиной острого запора может быть непроходимость кишечника — механическая (например, из-за развивающейся опухоли) или динамическая (как следствие воспалительного процесса в брюшной полости). Острый запор может возникнуть как результат побочного действия лекарств, при черепно-мозговых травмах, при длительном постельном режиме.

## Причины возникновения запоров
Причины возникновения запоров могут быть самые разнообразные, в частности, неправильное питание, в том числе недостаток в рационе пищевых волокон или жидкости, низкая физическая активность, задержка в пользовании туалетом, неумеренное потребление слабительных, беременность, путешествия, приём некоторых медикаментов, болезни анальной области (геморрой, трещина заднего прохода), моторные нарушения кишечника, патологии тазового дна, аномалии развития толстой кишки и её иннервации, травмы спинного мозга, синдром раздражённого кишечника, гормональные нарушения и другое.

## Классификация запоров
В настоящее время не существует единой общепризнанной классификации запоров.
В зависимости от причины, рассматривают три типа запоров:
- первичные (врождённые или приобретённые в процессе развития аномалии толстой кишки и её иннервации),
- вторичные (являющиеся следствием болезней, травм, следствием побочного действия лекарств),
- идиопатические (нарушение моторики толстой кишки по неустановленной причине).

В патогенетическом отношении выделяют следующие виды запоров:
- алиментарный (развивается вследствие уменьшения воды в организме, уменьшения потребления пищи или пищевых волокон),
- механический (возникает из-за наличия органических изменений в кишечнике),
- дискинетический (развивается как следствие функциональных нарушений в желудочно-кишечном тракте, его иннервации и т. п.).

## Диагностика запоров
В процессе диагностики запора первоначально определяется, является ли запор хроническим или острым. Далее решается вопрос о соответствии имеющихся жалоб Римским критериям и о возможной связи имеющихся у пациента заболеваний и образа жизни с запором.
В процессе общего осмотра пациента выполняется:
- перкуссия с целью определения вздутия кишечника,
- пальпация содержимого кишечника,
- пальпация области заднего прохода на предмет выяснения наличия геморроя, трещин заднего прохода, опухолей, пролапса, кровянистых выделений, исследования тонуса анальных сфинктеров, определения подвижности прямой кишки.

Выполняются следующие лабораторные исследования: общий анализ крови, общий анализ мочи, общий билирубин крови, аспартатаминотрансфераза, аланинаминотрансфераза, щелочная фосфатаза, ГГТП, копрограмма, кал на дисбактериоз, анализ кала на скрытую кровь.

### Инструментальная диагностика
Для тщательного осмотра толстой кишки на всём её протяжении используют метод колоноскопии с помощью предназначенного для этого прибора — колоноскопа.
Тонус аноректальной мышцы и скоординированность сокращений прямой кишки и сфинктеров ануса исследуют с помощью аноректальной манометрии. Для оценки моторно-эвакуаторной функции ЖКТ при симптомах запоров также проводится электрогастроэнтерография.
При обследовании больных с запорами производят анализы крови, мочи, кала, желудочного содержимого, что может помочь в распознавании основного заболевания, вызвавшего запор. В необходимых случаях для этого применяют дополнительные биохимические исследования (определение содержания сахара, активности ферментов в крови и др.).

## Лечение запоров
Соблюдение определённых требований к составлению пищевого рациона больного с запором играет огромную роль в его лечении. Каждый человек, страдающий запором, должен знать, какие пищевые вещества способствуют опорожнению кишечника и какие задерживают его опорожнение.
Способствуют опорожнению кишечника ржаной хлеб, сырые овощи и фрукты, сухофрукты, хлеб, содержащий значительное количество отрубей; крупы гречневая, ячневая, овсяная; мясо с большим количеством соединительной ткани, рыбий жир; соленья, маринады; безалкогольные напитки (минеральные воды, лимонад, соки), пиво, квас, сметана, сливки; кисломолочные продукты — простокваша, однодневный кефир, белые виноградные вина.
Задерживают опорожнение кишечника продукты, содержащие танин: сушёная черника, крепкий чёрный чай, какао, натуральные красные вина (кагор и др.); пища в протёртом виде, вещества вязкой консистенции (слизистые супы, протёртые каши, особенно манная и рисовая).
При составлении пищевого рациона для больных, страдающих запорами, следует учитывать содержание пищевых волокон (клетчатки) в продуктах. При большом количестве в пище грубых волокон у людей с жалобами на вздутие живота выделяется в среднем в 2 раза больше газов, чем при диете с умеренным их содержанием, и почти в 5 раз больше, чем при употреблении жидкой химически однородной диеты без пищевых волокон. Больным с запором и жалобами на вздутие живота ограничивают или даже исключают из рациона продукты, богатые пищевыми волокнами. Исключают вызывающие повышенное газообразование блюда из бобов, капусты, щавеля, шпината и др. Из фруктовых соков не рекомендуются яблочный, виноградный.
При запорах, сопровождающихся выраженной перистальтикой кишечника, особенно при наличии спастических болей в животе, диета, богатая пищевыми волокнами, может вызвать усиление болей. В подобных случаях на первых порах применяют диету с низким содержанием пищевых волокон. Для уменьшения и последующей ликвидации спазмов кишечника назначают антиспастические лекарства, затем постепенно добавляют в пищу продукты, содержащие клетчатку нежной, а впоследствии более грубой консистенции. Так как сливы содержат органические кислоты, способствующие опорожнению кишечника, то, несмотря на сравнительно невысокое содержание в них волокон (0,5 г на 100 г), больным с запором рекомендуют чернослив в любом виде, в том числе настой, пюре из сухофруктов.
Если нет специальных противопоказаний (болезни сердца, отёки), то больной, страдающий запорами, должен выпивать в сутки примерно 1,5—2 л жидкости. Приём достаточного количества жидкости очень полезен, так как вследствие замедленной эвакуации каловых масс из кишечника происходит их высыхание, что, в свою очередь, затрудняет их продвижение по толстой кишке.
Важно соблюдать правильный режим питания. Пищу необходимо принимать не реже 5 раз в день. Недопустимы большие перерывы между приёмами пищи.
Больным с запорами показаны минеральные воды. При запорах с повышенной сократительной деятельностью кишечника, при болях в животе предпочтительнее приём тёплой минеральной воды.

### Слабительные средства
Довольно сложной проблемой при лечении запоров является применение слабительных средств. Они весьма эффективны на первых порах, однако при длительном употреблении возможно привыкание к ним, сопровождающееся полной потерей самостоятельных позывов на дефекацию. Ежегодно только в США на слабительные тратится 725 миллионов долларов, при том, что чаще всего применение лекарств не требуется, а в некоторых случаях даже вредно, так как стимулирует лекарственную зависимость.
Какие-либо чёткие критерии выбора слабительного современная медицина до сих пор не сформулировала. Применение только одного слабительного средства — наименее оптимальный путь лечения. У всех слабительных имеется эффект «привыкания». Через 5 лет приёма конкретного слабительного на него сохраняется реакция только у половины пациентов, а через 10 лет — лишь у 11 %.
К лекарственным средствам относятся вазелиновое, миндальное и другие масла.
Среди медицинских препаратов существует группа «движки», продвигающие содержимое кишечника, в частности:
- растительные препараты с антрахинонами (экстракт сенны), из ревеня и крушины;
- препараты бисакодила;
- препараты пикосульфата натрия[10].

Другая группа слабительных, осмотические, увеличивающие содержание воды в кишечнике, в частности:
- Соли: магния сульфат (английская соль), натрия сульфат (Глауберова соль), Карловарская соль;
- препараты лактулозы;
- препараты макрогола[10].

Существуют также комбинированные препараты, которые содержат растительные компоненты («Кафиол», «Регулакс», «Калифиг», «Агиолакс»), а также мини-клизма «Микролакс».

## Профилактика запоров
Важное значение имеют меры, направленные на предупреждение перехода острых запоров в хронические.
Острые запоры нередко появляются при острых инфекционных заболеваниях. Их возникновению способствуют щадящая диета, при которой рацион содержит малое количество пищевых волокон, постельный режим, а также воздействие токсичных веществ, вырабатываемых возбудителями инфекционных заболеваний, на кишечник. Предупредить запор при острых инфекциях можно приёмом достаточного количества жидкости, включением в рацион протёртых овощей, фруктов, компотов, фруктовых соков, кисломолочных продуктов.
Острые запоры часто появляются у больных с тяжёлыми заболеваниями сердечно-сосудистой системы, соблюдающих длительный постельный режим. Сокращение сроков постельного режима не противоречит современным представлениям о лечении этих заболеваний и снижает риск возникновения запоров и перехода их в хронические.
Запоры, связанные с потерей позывов на дефекацию, иногда появляются ещё в детстве. Воспитание детей, приучающее их к дефекации в определённое время, лучше по утрам, имеет большое значение для предупреждения привычных запоров, обусловленных утратой естественного рефлекса на дефекацию. Привычка пользоваться туалетом в одно и то же время и у взрослых предупреждает появление запоров подобного типа.
Длительные перерывы в приёме пищи могут вызывать нарушения в регулярном ритме эвакуации кишечного содержимого. Сокращение интервалов между отдельными трапезами, наряду с обогащением рациона пищевыми волокнами, является действенным способом профилактики запоров.
Достаточная физическая активность, утренняя зарядка, прогулки, занятия физической культурой, водные процедуры являются важными факторами в профилактике запоров, особенно у работников умственного труда.
Своевременное лечение различных заболеваний, способствующих возникновению запоров, — важнейшее мероприятие по их предупреждению. Прежде всего это относится к заболеваниям прямой кишки.

### Роль пищевых волокон в профилактике запоров
На объём кишечного содержимого влияют характер питания человека, содержание в пище трудноперевариваемых продуктов, прохождение через стенку кишки воды и солей. Употребление в пищу продуктов, богатых пищевыми волокнами, способствует увеличению количества каловых масс и стимулирует деятельность кишечника.
Пищевыми волокнами называют ту часть растительных компонентов пищи, которая устойчива к действию пищеварительных соков. Различают пищевые волокна углеводной и неуглеводной структуры. К первым относятся целлюлоза (клетчатка), камеди (водорастворимые полисахариды ряда растений), слизи, например, из оболочки семян подорожника овального (псиллиум), ко вторым — пектиновые вещества и природный полимер лигнин. Важно, что пищевые волокна не являются существенным источником энергии. Даже при частичном переваривании 25 г волокон выделяется энергия в количестве всего 418 Дж (100 калорий).

### Влияние активного образа жизни
Большую роль в профилактике и лечении запоров играет соблюдение активного двигательного режима. Недопустимы позднее вставание из постели по утрам, длительное лежание. Весьма полезны пешие или лыжные прогулки, плавание, езда на велосипеде и другие физические нагрузки. Физические упражнения стимулируют двигательную активность кишечника, укрепляют мышцы брюшной стенки, повышают тонус всего организма, благоприятно действуют на нервно-психическую сферу.

### Питьевой режим при запоре
Запоры часто развиваются у тех людей, которые пьют мало воды. Потребность в употреблении воды индивидуальна, но во всех случаях потребление жидкости менее 1 литра в сутки грозит развитием запора. Относительное обезвоживание в условиях жаркого климата или обезвоживание при некоторых заболеваниях (например, сахарный диабет) повышает склонность к запорам. Профилактика запора включает обязательное употребление воды не менее 1 литра в сутки.

### Конструкция унитаза
Анатомия прямой кишки такова, что её выпрямление во время дефекации происходит только в позе «на корточках», поза «сидя на унитазе» изначально не физиологична и способствует запорам, но особенно ухудшает ситуацию слишком высокий унитаз. В Индии и Киргизии по сей день продают унитазы специальной конструкции, позволяющие опорожняться «на корточках».

## Осложнения запоров
Длительно существующий запор может вызывать различные осложнения. Могут возникнуть вторичный колит, проктосигмоидит (воспаление сигмовидной и прямой кишки).
При длительном застое содержимого в слепой кишке возможно обратное его забрасывание в тонкую кишку с развитием энтерита (рефлюкс-энтерит). Запоры могут осложняться заболеваниями желчевыводящих путей, гепатитом.
Длительные запоры способствуют появлению различных болезней прямой кишки. Чаще всего возникает геморрой. При запорах могут возникнуть также трещина заднего прохода, воспаление околопрямокишечной клетчатки (парапроктит).
Длительные запоры иногда становятся причиной расширения и удлинения толстой кишки (приобретённый мегаколон), что делает запоры ещё более упорными.
Наиболее грозным осложнением длительных запоров является рак прямой и толстой кишки. Существует мнение, что застой содержимого в кишечнике, вызванный употреблением продуктов, бедных пищевыми волокнами, приводит к большой концентрации образующихся в кишечнике канцерогенных (способствующих развитию рака) веществ и длительному их действию на стенку кишки. Тревожными симптомами, позволяющими заподозрить возможность возникновения опухоли толстой кишки, являются общее плохое самочувствие, похудение, недавнее появление запора у людей старше 50 лет, стул у которых до того был нормальный, кровь в кале.

## Запоры у женщин
Функциональный запор встречается среди женщин в 1,75–2,65 раза чаще по сравнению с мужчинами, что объясняется анатомическими, физиологическими и гормональными факторами. Длина толстой кишки у женщин больше в среднем на 10 см, при этом основное различие приходится на длину поперечной ободочной кишки. Видимо, по этой причине поперечная ободочная кишка у женщин в 62 % случаев провисает, достигая полости таза, чаще имеет извитой ход, образует дополнительные петли и более «острые» естественные анатомические углы. Нормальная скорость кишечного транзита у женщин ниже по сравнению с мужчинами приблизительно на 14 часов. Это различие нивелируется в постменопаузе, что отражает роль половых гормонов в регуляции моторной активности кишечника

## Запоры у детей
Запор является частой проблемой в педиатрической практике. У детей причины возникновения запора в значительной мере отличаются от таковых у взрослых и зависят от возраста ребёнка.
Если у детей до года основными причинами запора являются органические нарушения и различные заболевания кишечника:
- Пищевая аллергия,
- Несбалансированное питание,
- Аномалии развития кишечника,

то у детей старше года причины запора носят главным образом психологический характер:
- Раннее приучение к горшку «против воли ребёнка»,
- Отсутствие санитарных условий в школе или детском саду,
- Переезд на новое место жительства или длинные путешествия,
- Только в редких случаях причиной развития запора у детей старшего возраста может быть геморрой, парапроктит, трещины заднего прохода.

Лечение запора у ребёнка должно обязательным образом учитывать причины возникновения болезни. Необходимо донести до ребёнка в игровой форме, что задержка кала может привести к неприятным последствиям, и, при необходимости, назначается лечение медикаментами или другими средствами.
Запоры — распространённая проблема у детей. Раннее вмешательство во время эпизодов острого или хронического запора может предотвратить такие осложнения, как анальные трещины, сознательное удержание кала, хронические запоры и энкопрез. Запоры можно разделить на две большие группы — органические и функциональные. Зависимо от вида запора будет изменяться стратегия его лечения.
Рассмотрение особенностей диеты и культуры посещения туалета должны быть частью профилактических осмотров детей всех возрастов. Дети наиболее подвержены развитию запоров только в определённые периоды их жизни . Развитию запоров в эти периоды можно избежать, а если они уже начались, то их можно быстро и эффективно вылечить. Эти периоды включают:
- переход на твёрдую пищу
- начало походов «на горшок»[25]
- начало школы

В период перехода на твёрдую пищу и в период начала «походов на горшок» детям следует употреблять в среднем 20 грамм пищевых волокон в день. Минимальное количество жидкости, которое должны употреблять дети — 960—1920 мл в день. Употребление коровьего молока нужно ограничить до 720 мл в день.
Острые эпизоды запоров, как правило, хорошо поддаются лечению с помощью изменений в дневном рационе (диета), таких как увеличение количество пищевых волокон, употребление достаточного количества жидкости, употребление осмотически активных углеводов (сорбит). Для предупреждения хронизации процесса следует придерживаться указанных рекомендаций. У детей с хроническими запорами и запорами, которые не проходят даже после выполнения рекомендаций, следует оценить адекватность их исполнения.

## Запоры в пожилом и старческом возрасте
У пожилых запор встречается в 5 раз чаще, чем у лиц молодого возраста. У некоторых пожилых и старых людей нарушается перистальтика кишечника, ослабевает мускулатура брюшного пресса и дна таза, принимающая активное участие в осуществлении акта дефекации. В старости происходят также значительные изменения в составе кишечных микроорганизмов, увеличивается и их количество.
Изменениям в составе кишечной микрофлоры способствует уменьшение с возрастом выработки пищеварительных ферментов, являющихся важным фактором, обеспечивающим стабильность состава микрофлоры кишечника.